# پاییز قبیله شاین
پائیز قبیله شاین (انگلیسی: Cheyenne Autumn) فیلمی در ژانر درام و وسترن به کارگردانی جان فورد است که در سال ۱۹۶۴ منتشر شد.

## خلاصه داستان
دههٔ ۱۸۶۰. سرخ پوستان قبیلهٔ شاین از قلمروشان در یلوستون به قرارگاهی ۱۵۰۰ مایل دورتر در اوکلاهما منتقل شده‌اند. آنان که از انتظار برای رسیدن کمک‌های دولت فدرال به ستوه آمده‌اند و با بیماری و سوء تغذیه دست به گریبانند، تصمیم می‌گیرند راهی زادگاه خویش شوند…

## بازیگران
- ریچارد ویدمارک
- کارول بیکر
- جیمز استوارت
- ادوارد جی. رابینسون
- کارل مالدن
- سال مینئو
- ریکاردو مونتالبان
- گیلبرت رولان
- آرتور کندی
- پاتریک وین
- الیزابت آلن
- جان کارادین
- جورج اوبرایان
- دنور پیل
- بن جانسون
- کن کورتیز
- می مارش
- سم هریس
- چاک رابرسون
- ویکتور جوری
- مایک مازورکی
- Harry Carey
- جیمز فلاوین
- جان کوالن
- Judson Pratt
- شان مک‌کلوری
- والتر بالدوین
- ویلیام «بیل» هنری
- ویلیس بوشی
- چارلز مورتون